# Úloh
Úloh je malá vesnice, část obce Běšiny v okrese Klatovy v Plzeňském kraji. Nachází se asi dva kilometry jihovýchodně od Běšin. Prochází zde silnice II/171. Úloh je také název katastrálního území o rozloze 2,02 km².

## Historie
První písemná zmínka o vesnici pochází z roku 1352.

## Obyvatelstvo
| Rok            | 1869 | 1880 | 1890 | 1900 | 1910 | 1921 | 1930 | 1950 | 1961 | 1970 | 1980 | 1991 | 2001 | 2011 | 2021 |
| -------------- | ---- | ---- | ---- | ---- | ---- | ---- | ---- | ---- | ---- | ---- | ---- | ---- | ---- | ---- | ---- |
| Počet obyvatel | 218  | 196  | 188  | 168  | 186  | 177  | 159  | 106  | 106  | 95   | 74   | 60   | 62   | 56   | 59   |
| Počet domů     | 22   | 23   | 25   | 25   | 25   | 25   | 31   | 29   | 39   | 25   | 23   | 28   | 30   | 29   | 33   |

## Obecní správa
Při sčítání lidu v letech 1850–1899 Úloh byl osadou obce Běšiny v okrese Klatovy. V letech 1900–1975 byl samostatnou obcí v okrese Klatovy. Od 1. července 1975 je opět částí obce Běšiny v okrese Klatovy. V letech 1900–1975 k obci patřilo Rajské.

## Pamětihodnosti
- Kaplička svatého Petra a Pavla
- Sýpka – původně kostel svatého Petra a Pavla změněný na sýpku
- Venkovská usedlost čp. 9

## Fotogalerie

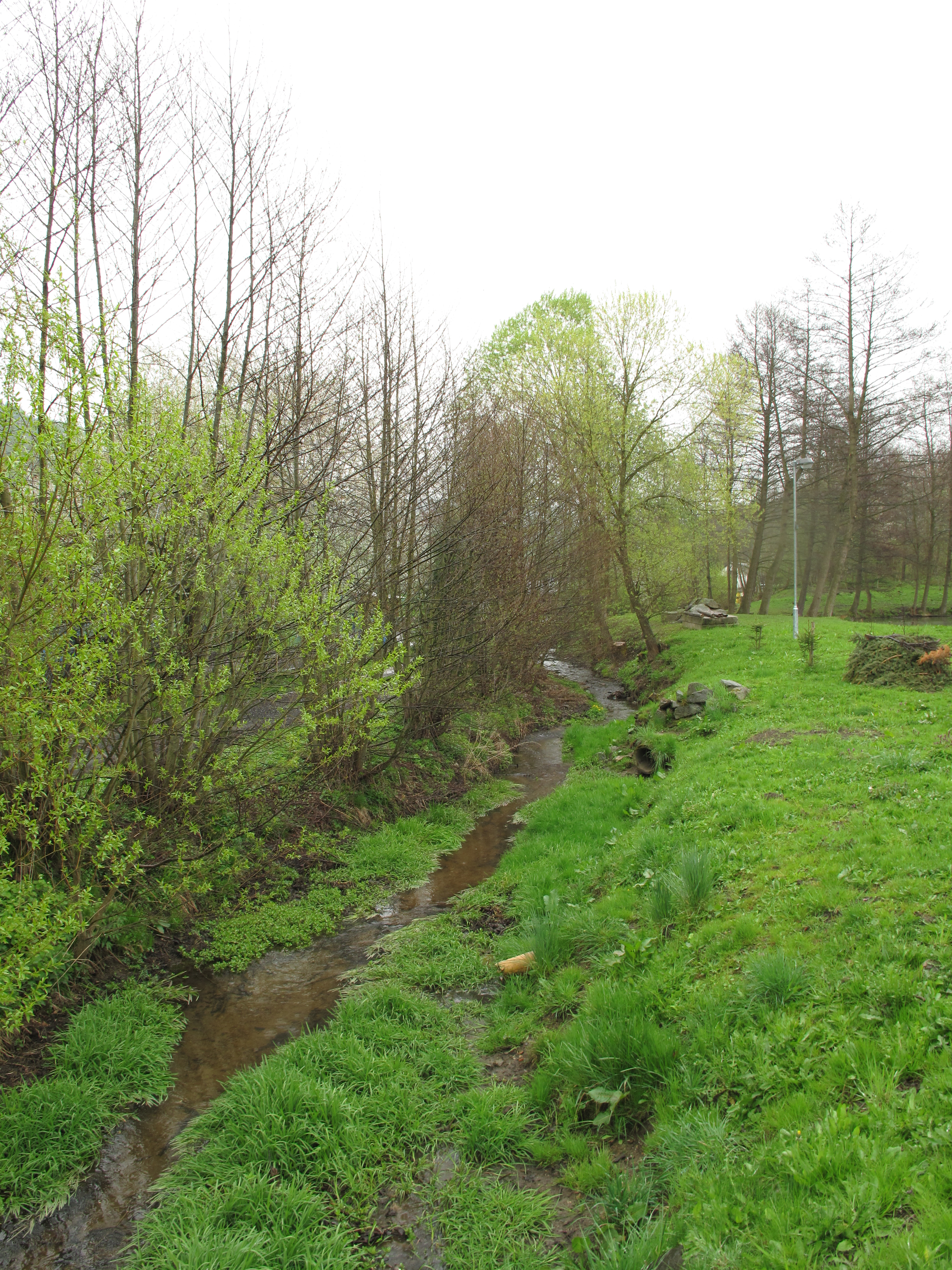
Drnový potok
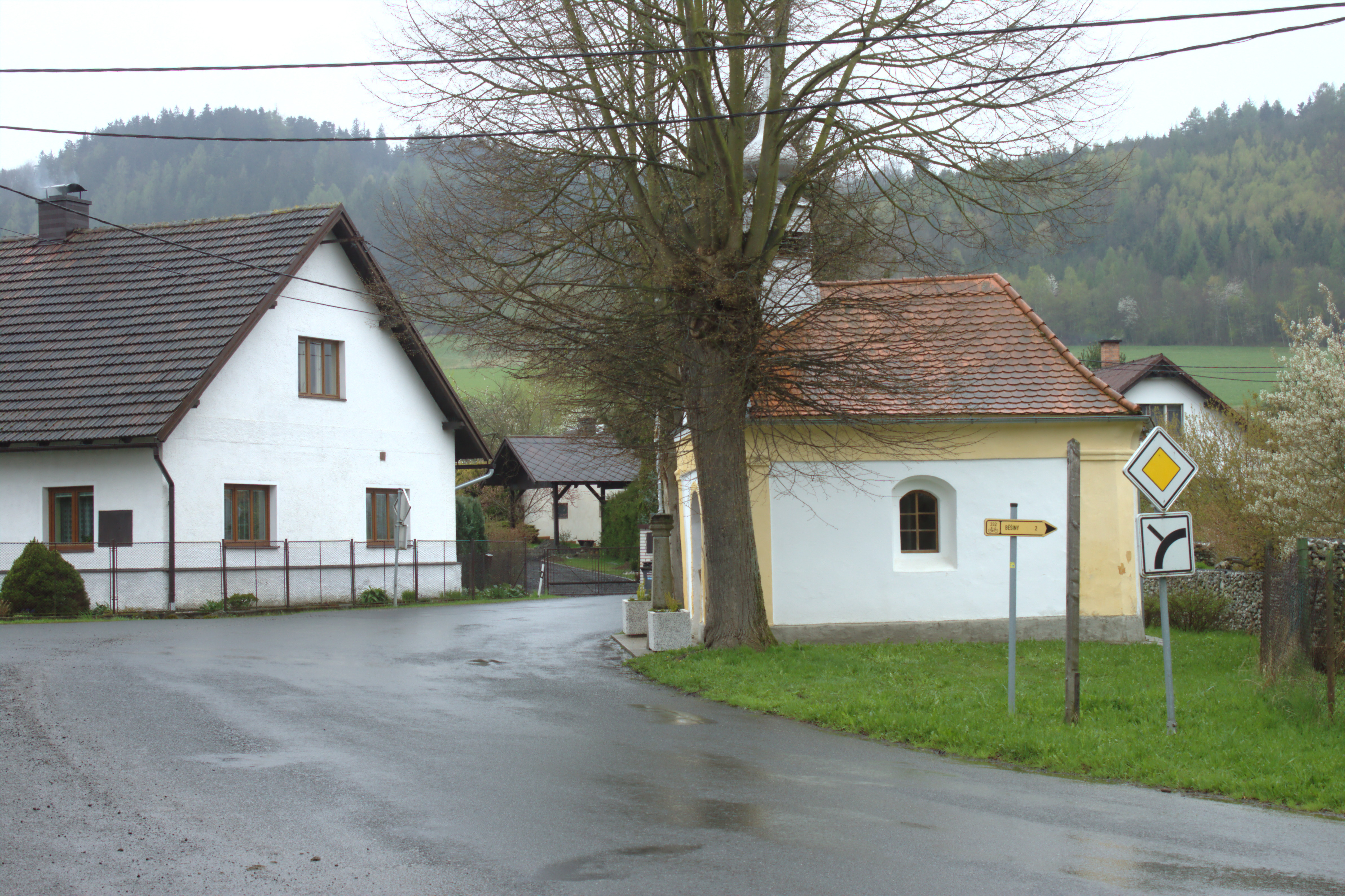
Náves s kapličkou
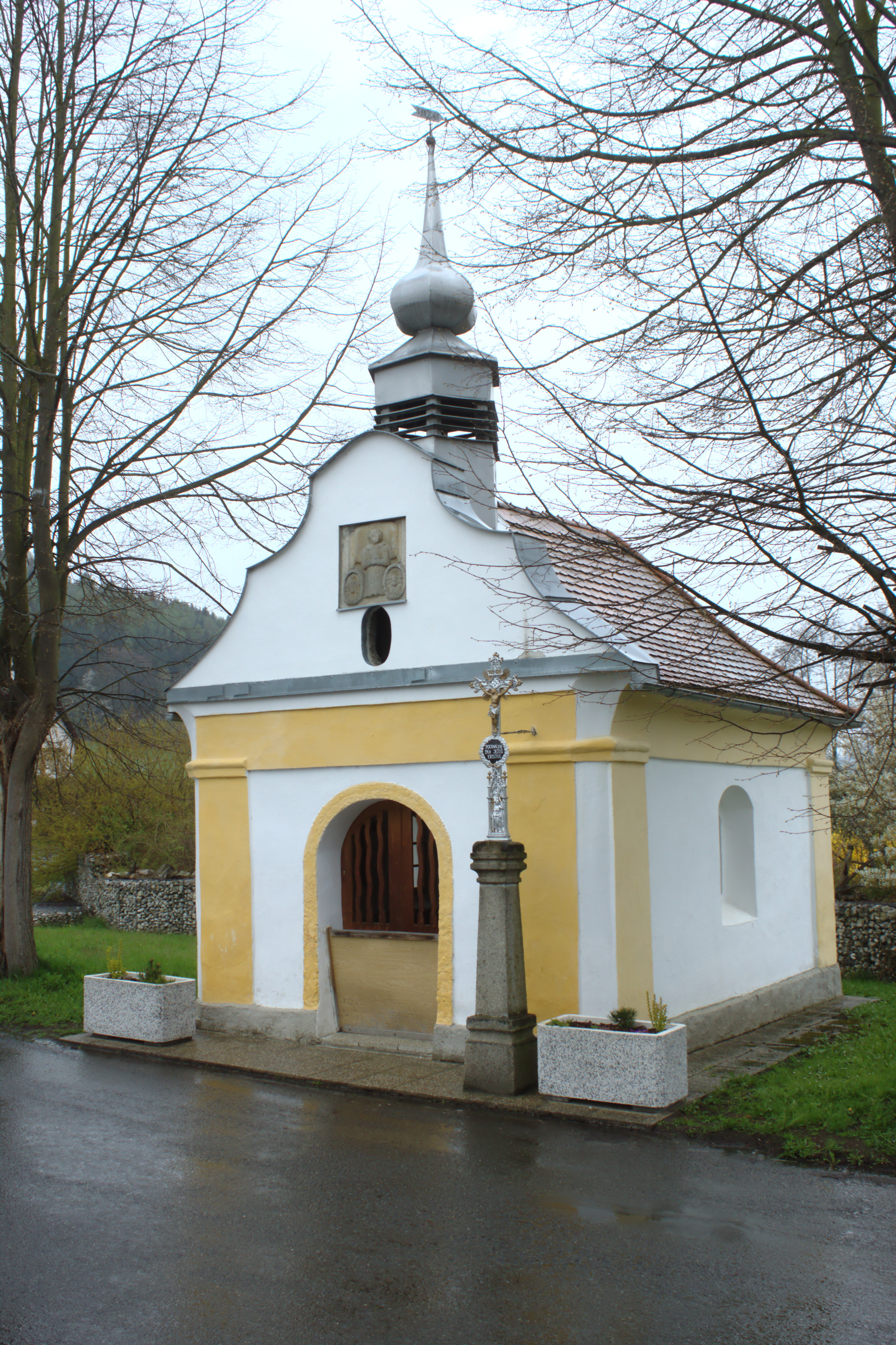
Kaple svatého Petra a Pavla